# Sindaci di Introdacqua
Di seguito l'elenco cronologico dei sindaci di Introdacqua e delle altre figure apicali equivalenti che si sono succedute nel corso della storia.

## Regno delle Due Sicilie (1809-1861)
| Giuseppe Di Mascio                               | 1809 | 1812 |
| Giuseppe Maria Ventresca                         | 1812 | 1813 |
| Giuseppe Susi                                    | 1813 | 1815 |
| Concezio Susi                                    | 1815 | 1818 |
| Concezio Tiberio                                 | 1818 | 1819 |
| Emanuele D'Eramo                                 | 1819 | 1822 |
| Gaetano Florini                                  | 1822 | 1825 |
| Francesco Paolo Ferri                            | 1825 | 1828 |
| Venanzo Tiberi (Secondo eletto facente funzioni) | 1828 | 1828 |
| Feliciano Ventresca                              | 1828 | 1831 |
| Raffaele Susi                                    | 1831 | 1834 |
| Andrea D'Eramo                                   | 1834 | 1836 |
| Francesco Susi (Secondo eletto facente funzioni) | 1836 | 1837 |
| Raimondo Susi (Secondo eletto facente funzioni)  | 1837 | 1838 |
| Giuseppe Susi                                    | 1838 | 1840 |
| Emanuele D'Eramo                                 | 1840 | 1843 |
| Giuseppe D'Eramo                                 | 1843 | 1846 |
| Arcangelo Susi                                   | 1846 | 1849 |
| Leopoldo Susi                                    | 1849 | 1853 |
| Raffaele Florini                                 | 1853 | 1858 |
| Nicola Susi                                      | 1858 | 1860 |
| Emanuele D'Eramo                                 | 1860 | 1861 |

## Regno d'Italia (1861-1946)
| Sindaci nominati dal governo (1861-1866)                   | Sindaci nominati dal governo (1861-1866) | Sindaci nominati dal governo (1861-1866) | Sindaci nominati dal governo (1861-1866) | Sindaci nominati dal governo (1861-1866) |
| Nominativo                                                 | Partito                                  | Partito                                  | Mandato                                  | Mandato                                  |
| Nominativo                                                 | Partito                                  | Partito                                  | Inizio                                   | Fine                                     |
| ---------------------------------------------------------- | ---------------------------------------- | ---------------------------------------- | ---------------------------------------- | ---------------------------------------- |
| Emanuele D'Eramo                                           |                                          | Destra storica                           | 1861                                     | 1864                                     |
| Giuseppe D'Eramo                                           |                                          | Destra storica                           | 1864                                     | 1866                                     |
| Podestà nominati dal governo (1942-1944)                   |                                          |                                          |                                          |                                          |
| Nominativo                                                 | Partito                                  | Partito                                  | Mandato                                  | Mandato                                  |
| Nominativo                                                 | Partito                                  | Partito                                  | Inizio                                   | Fine                                     |
| Luigi Giuliani                                             |                                          | Partito Nazionale Fascista               | 1942                                     | 1944                                     |
| Sindaci del periodo costituzionale transitorio (1944-1946) |                                          |                                          |                                          |                                          |
| Nominativo                                                 | Partito                                  | Partito                                  | Mandato                                  | Mandato                                  |
| Nominativo                                                 | Partito                                  | Partito                                  | Inizio                                   | Fine                                     |
| Mario D'Eramo                                              |                                          | Democrazia Cristiana                     | 1944                                     | 1945                                     |
| Concezio Panza                                             |                                          | Democrazia Cristiana                     | 1945                                     | 1946                                     |

## Repubblica Italiana (dal 1946)
| Sindaci eletti dal Consiglio comunale (1946-1995)                      | Sindaci eletti dal Consiglio comunale (1946-1995) | Sindaci eletti dal Consiglio comunale (1946-1995)       | Sindaci eletti dal Consiglio comunale (1946-1995) | Sindaci eletti dal Consiglio comunale (1946-1995) | Sindaci eletti dal Consiglio comunale (1946-1995) |
| Nominativo                                                             | Partito                                           | Partito                                                 | Mandato                                           | Mandato                                           | Elezione                                          |
| Nominativo                                                             | Partito                                           | Partito                                                 | Inizio                                            | Fine                                              | Elezione                                          |
| ---------------------------------------------------------------------- | ------------------------------------------------- | ------------------------------------------------------- | ------------------------------------------------- | ------------------------------------------------- | ------------------------------------------------- |
| Quirino Colangelo                                                      |                                                   | Democrazia Cristiana                                    | 1946                                              | 1949                                              | Elezione 1946                                     |
| Lino Giuliani                                                          |                                                   | Democrazia Cristiana                                    | 1949                                              | 1964                                              | Elezione 1949                                     |
| Domenico Susi                                                          |                                                   | Democrazia Cristiana                                    | 1964                                              | 1970                                              | Elezione 1964                                     |
| Fausto Salvatore                                                       |                                                   | Democrazia Cristiana                                    | 1970                                              | 1975                                              | Elezione 1970                                     |
| Ernesto Di Censo                                                       |                                                   | Partito Socialista Italiano                             | 1975                                              | 24 aprile 1995                                    | Elezione 1975                                     |
| Sindaci eletti direttamente dai cittadini (dal 1995)                   |                                                   |                                                         |                                                   |                                                   |                                                   |
| Nominativo                                                             | Lista                                             | Lista                                                   | Mandato                                           | Mandato                                           | Elezione                                          |
| Nominativo                                                             | Lista                                             | Lista                                                   | Inizio                                            | Fine                                              | Elezione                                          |
| Orlando Orsini                                                         |                                                   | Lista civica di centro-sinistra Solidarietà e progresso | 24 aprile 1995                                    | 14 giugno 2004                                    | Elezione 1995                                     |
| Orlando Orsini                                                         | Elezione 1999                                     | Lista civica di centro-sinistra Solidarietà e progresso | 24 aprile 1995                                    | 14 giugno 2004                                    |                                                   |
| Giuseppe Giammarco                                                     |                                                   | Lista civica di centro-sinistra Solidarietà e progresso | 14 giugno 2004                                    | 1º giugno 2015                                    | Elezione 2004                                     |
| Giuseppe Giammarco                                                     | Elezione 2010                                     | Lista civica di centro-sinistra Solidarietà e progresso | 14 giugno 2004                                    | 1º giugno 2015                                    |                                                   |
| Terenzio Di Censo                                                      |                                                   | Lista civica di centro-sinistra Solidarietà e progresso | 1º giugno 2015                                    | 26 settembre 2018                                 | Elezione 2015                                     |
| Maria Cristina Di Stefano (Commissario prefettizio, poi straordinario) | –                                                 | –                                                       | 26 settembre 2018                                 | 26 maggio 2019                                    | –                                                 |
| Cristian Colasante                                                     |                                                   | Lista civica di centro-sinistra Solidarietà e progresso | 26 maggio 2019                                    | 11 giugno 2024                                    | Elezione 2019                                     |
| Cristian Colasante                                                     | 11 giugno 2024                                    | Lista civica di centro-sinistra Solidarietà e progresso | in carica                                         | Elezione 2024                                     |                                                   |